# Voxan

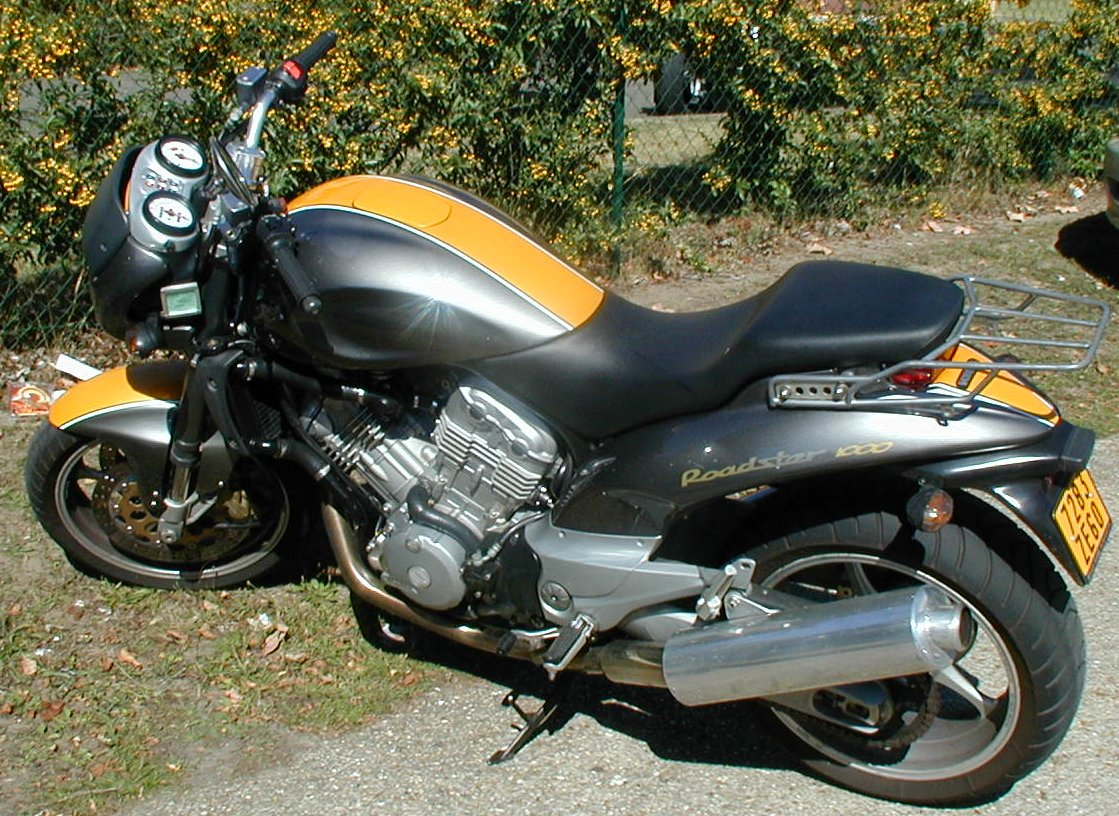
Voxan Roadster.

Créé en 1995, Voxan est à l'origine un constructeur de motos français basé à Issoire dans le Puy-de-Dôme jusqu'en 2009. La marque était notamment connue pour son design atypique et son moteur bicylindre en V ouvert à 72° de 996 cm3.
Le 2 juin 2010, Gildo Pallanca Pastor, président de la société monégasque Venturi Automobiles, annonce le rachat de la marque qui était en liquidation judiciaire depuis décembre 2009. Il fait prendre à Voxan la même direction qu'à Venturi Automobiles en l'orientant vers la motorisation électrique.
En 2013, Wattman, la première moto électrique développée à Monaco, voit le jour. En octobre 2020, la Wattman, développée dans une version hautes performances, bat onze records du monde de vitesse avec à son guidon le pilote de moto italien Max Biaggi.

## Modèles

Ancien logo.

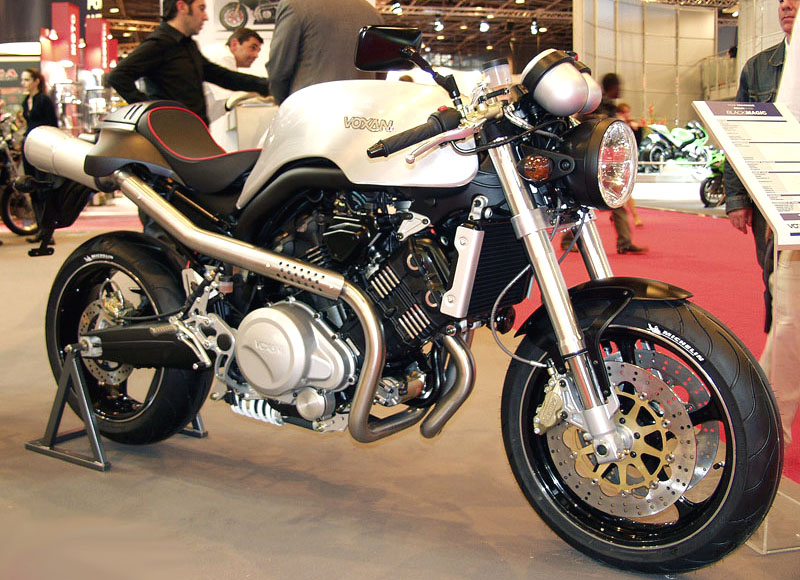
Voxan Black Magic.

### Modèles thermiques
Les points communs entre tous les modèles de la gamme Voxan sont le look néo-rétro, la suspension arrière avec un amortisseur en position horizontale sous le moteur, le moteur bicylindre en V ouvert à 72° à quatre soupapes par cylindre alimenté par injection.
- Roadster

Le Roadster est le premier modèle de la marque, premières livraisons en 1999. Il est l'œuvre du designer Sacha Lakic. Il est vendu environ 11 400 €.

Un nouveau modèle apparaît en 2005. Le phare trapézoïdal, qui ne faisait pas l'unanimité bien que donnant à la machine une personnalité immédiatement reconnaissable, est remplacé par un phare rond conventionnel. Il est vendu 11 990 €.
- Cafe Racer

Venu pour épauler le Roadster, le Cafe Racer sort en 2000. Le design est signé Stéphane Valdant. Il se veut plus sportif, bien que possédant une mécanique identique, de par son aspect avec une tête de fourche, mais aussi grâce à sa position de conduite en appui sur les poignets comme sur une sportive. Il est vendu environ 12 000 €.
- Scrambler

Le Scrambler est une alternative avec un look tout-chemin. Il est vendu 10 000 €.
- VB1

Créée en partenariat avec l'entreprise toulousaine Boxer Design, la VB1 (pour Voxan Boxer 1) est le modèle supersport. Elle apparaît en 2001. Fabriquée en quantité limitée, elle était vendue 15 000 €.
- Street Scrambler

Version plus sportive du Scrambler, le Street Scrambler reprend les caractéristiques moteur et les freins du Cafe Racer. Il est vendu 11 990 €.
- Black Magic

Issue de la table à dessin de Sacha Lakic, la Black Magic se dit l'héritière des mythiques Norton Manx ou autres Triton (en). Le moteur développe la même puissance que celui du Cafe Racer. Elle est produite en série limitée et numérotée. Elle est vendue 15 000 €.
- Charade

Sur une base de Black Magic, les ingénieurs ont greffé une tête de fourche, a t-on pensé en voyant la Charade pour la première fois au Mondial du deux roues 2005. Mais les modifications sont plus profondes. Le freinage est amélioré avec l'adoption de disques et d'étriers radiaux Beringer. Quant à l'amortisseur arrière, il a été développé par Bos. Également produite en quantité limitée, elle est vendue 18 990 €.
La Charade fait référence au circuit auto-moto situé dans les volcans surplombant la ville de Clermont-Ferrand.
- 1200 GTV

La 1200 GTV inaugure une évolution du moteur de 996 cm3. C'est la première routière de la gamme. Le prototype est présenté au cours du salon de Paris 2007. L'esthétique ne fait pas l'unanimité et est modifiée.
- Starck Super-Naked

C'est un roadster signé Philippe Starck présenté en même temps que la première mouture de la 1200 GTV lors du Mondial du deux roues 2007. Le projet est depuis abandonné.
- Black Classic

La Black Classic est une évolution de la Black Magic. Elle adopte des jantes à rayons, des échappements bas et cinq coloris différents pour le réservoir (gris Silver comme sur la Black Magic, brun Terre de Feu, vert Émeraude, rose Améthyste, bleu Océan). Elle est vendue 16 000 €.
- VX10 (code projet : Nefertiti, 10e création de Voxan).

La Voxan Nefertiti a été présentée en mai 2009 au journal local auvergnat La Montagne. Avec un look totalement en rupture avec ce qui se faisait jusqu'alors dans la firme d'Issoire, la nouvelle Voxan a un style moderne, faisant penser à certaines japonaises. En effet, ses formes vives et son double optique à l'avant font vite oublier le style dit « rétro » utilisé jusqu'alors. La rupture n'est pas totale puisque la Nefertiti utilise toujours le moteur bicylindre étrenné sur les autres modèles de la gamme, ainsi que la partie-cycle déjà présente sur les tout premiers roadsters de l'ère de Jacques Gardette. Ce « conservatisme » peut être vu comme un avantage quand on sait que les Voxan sont des motos qui depuis longtemps ont fait leurs preuves, tant au niveau de la fiabilité que de la tenue de route et de l'agrément de conduite. Elle prend ensuite le nom de VX10.
À noter que la VX10 d'usine a immédiatement été engagée en compétition par Éric Terrasse, président du directoire de Voxan, aux mains de Thierry Sol qui termina à la première place du championnat IRC : champion du monde des rallyes 2009, avant de fermer la société.

### Modèles électriques
La Wattman est le premier modèle électrique de la marque, sorti en 2013. Signée Sacha Lakic, cette moto électrique délivre une puissance de 150 kW (203 ch) pour un couple instantané de 200 N m jusqu’à 10 500 tr/min. Elle se positionne à l’époque comme la moto électrique la plus puissante jamais construite, capable d’accélérer de 0 à 100 km/h en 3,4 s.
La Wattman a également été développée dans une version « hautes performances » par l'équipe d'ingénierie de Voxan à Monaco. Cette version, elle aussi dessinée par Sacha Lakic, a été conçue dans le but de battre des records du monde de vitesse. Elle est dotée du même moteur électrique Mercedes que celui qui équipe ROKiT Venturi Racing et Mercedes-Benz EQ Formula E Team en championnat du monde de Formule E.

## Records du monde de vitesse

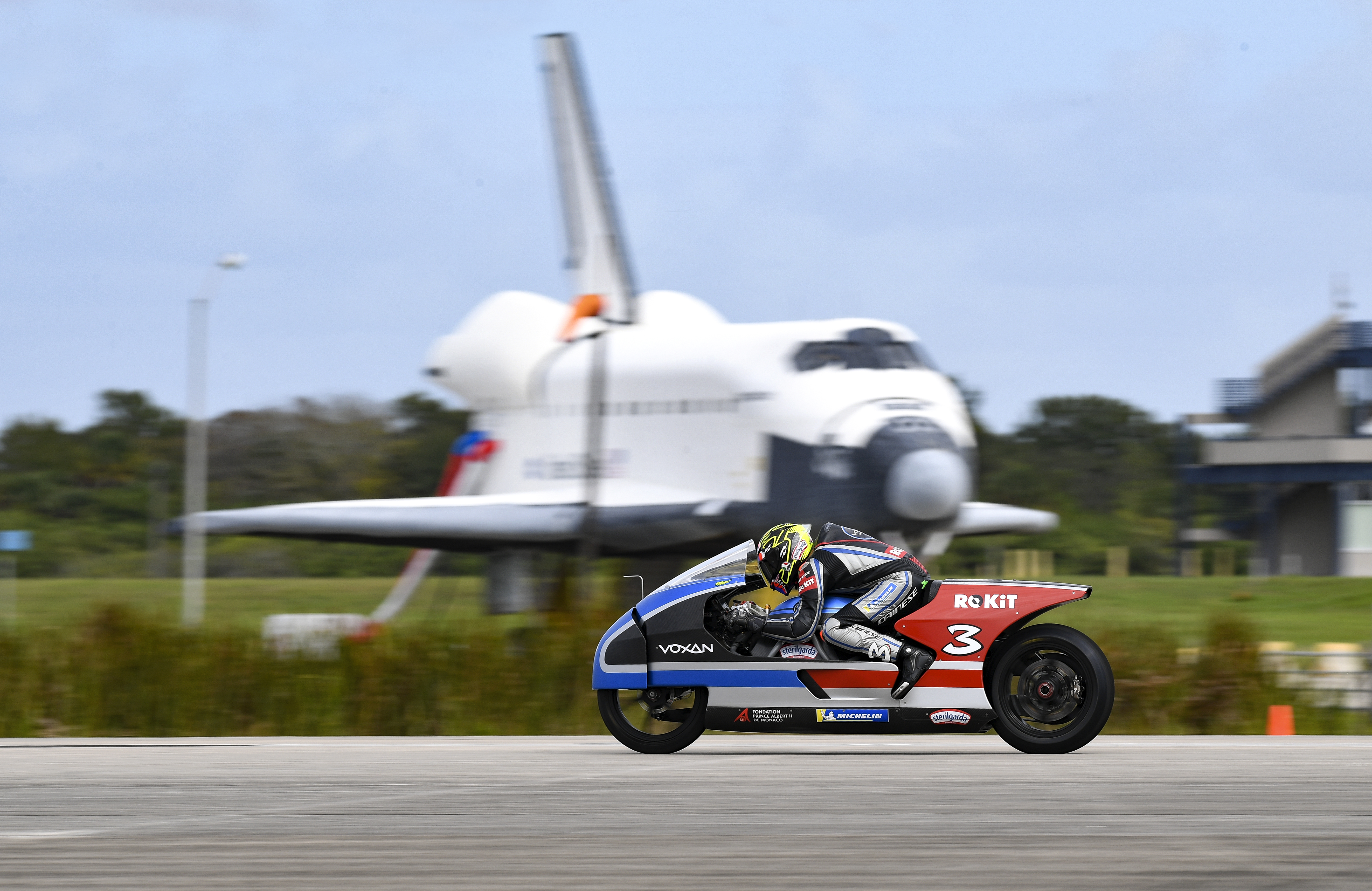
Max Biaggi sur la Voxan Wattman (semi-carénée).

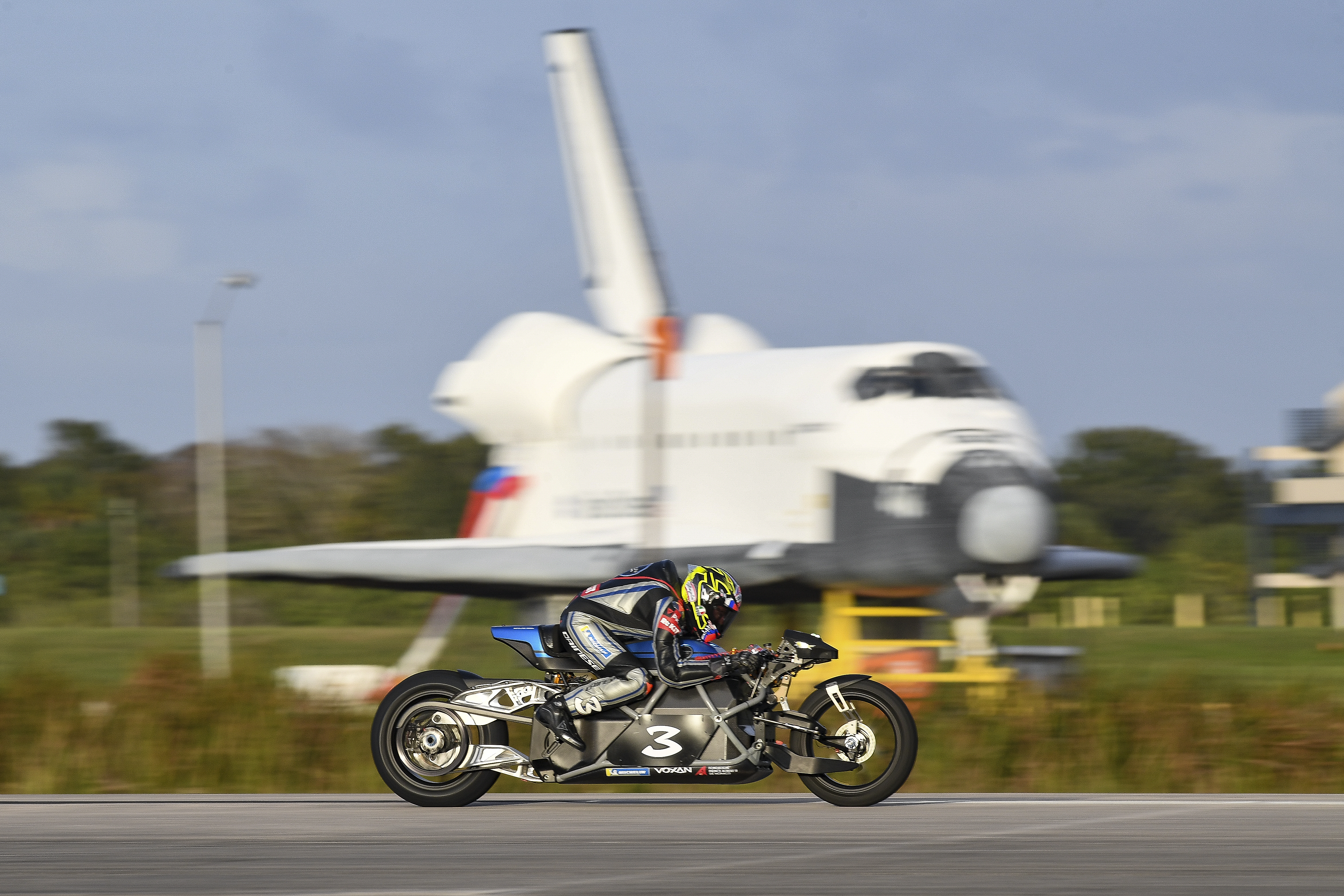
Max Biaggi sur la Voxan Wattman (non carénée).

Après avoir battu onze records du monde de vitesse en octobre 2020 sur la piste de l'aéroport français de Châteauroux, la Voxan Wattman, pilotée par Max Biaggi, a amélioré ceux-ci treize mois plus tard, le 22 novembre 2021 sur la piste du centre spatial Kennedy (États-Unis). Au total, la Voxan Wattman détient 21 records du monde de vitesse répertoriés ci-dessous,. Le plus prestigieux d'entre-eux est celui signé dans la catégorie « motos électriques semi-carénées de moins de 300 kg » : 455,737 km/h (283,182 mph).

### Catégorie moins de 300 kg
- 1 km, départ lancé, semi-carénée : 456 km/h (283 mph).
- 1 mile, départ lancé, semi-carénée : 454 km/h (282 mph).
- 1 km, départ lancé, non-carénée : 370 km/h (230 mph).
- 1 mile, départ lancé, non-carénée : 368 km/h (228 mph).
- ¼ km, départ lancé, semi-carénée  : 293 km/h (182 mph).
- ¼ mile, départ lancé, non-carénée : 285 km/h (177 mph).
- 1 km, départ arrêté, semi-carénée : 273 km/h (169 mph).
- 1 mile, départ arrêté, non-carénée : 260 km/h (161 mph).
- 1 km, départ arrêté, semi-carénée  : 223 km/h (138 mph).
- 1 km, départ arrêté, non-carénée  : 219 km/h (136 mph).
- ¼ mile, départ arrêté, non-carénée : 156 km/h (96 mph).
- ¼ mile, départ arrêté, semi-carénée : 149 km/h (92 mph).

### Catégorie plus de 300 kg
- 1 km, départ lancé, semi-carénée : 408 km/h (253 mph).
- 1 mile, départ lancé, semi-carénée : 404 km/h (251 mph).
- 1 mile, départ lancé, non-carénée : 367 km/h (228 mph).
- 1 km, départ lancé, non-carénée : 364 km/h (226 mph).
- 1 mile, départ arrêté, semi-carénée : 255 km/h (158 mph).
- 1 km, départ arrêté, semi-carénée : 216 km/h (134 mph).
- 1 mile, départ arrêté, non-carénée : 216 km/h (134 mph).
- ¼ mile, départ arrêté, non-carénée : 153 km/h (95 mph).
- ¼ mile, départ arrêté, semi-carénée : 142 km/h (88 mph).